# Gabriele Angella
Gabriele Angella (ur. 28 kwietnia 1989 we Florencji) – włoski piłkarz występujący na pozycji obrońcy w Udinese Calcio.

## Kariera klubowa
Gabriele Angella jest wychowankiem Empoli FC. W Serie B zadebiutował 13 września 2008. W tym samym sezonie rozegrał w sumie 11 meczów w lidze oraz 2 barażowe. W kolejnym grał już dużo częściej. Na koncie miał 36 rozegranych meczów.
Sezon 2010/2011 rozpoczął w barwach Empoli, jednak po 2 rozegranych spotkaniach przeszedł do Udinese Calcio. W Serie A zadebiutował 11 września 2010, w meczu z Interem. W 2011 roku został wypożyczony do Sieny.

## Kariera reprezentacyjna
Gabriele Angella w latach 2009–2010 rozegrał 3 mecze w barwach reprezentacji Włoch do lat 21.